# Просигој
Просигој (гр. Προσηγόης) је био владар Србије у првој половини 9. века. Наследио је оца Радослава, а за собом је оставио сина Властимира.

## Биографија
Једине вести о Просигоју потичу из историографског дела под насловом О управљању царством (лат. De administrando imperio), које је написао византијски цар Константин VII Порфирогенит (945-959), а те вести гласе: „Када Бугарска беше под влашћу Ромеја, пошто је умро онај архонт Србин који је пребегао цару Ираклију, по наследству завлада његов син, a потом унук и тако редом архонти из његовог рода. После извесног броја година роди се од њих Вишеслав (Βοίσέσθλαβοζ) и од њега Радослав (Ροδόσθλαβος) и од њега Просигој (Προσηγόης) и од њега Властимир (Βλαστίμηρος) и до овог Властимира Бугари су живели мирно са Србима, као блиски суседи.”
Титула архонта коју Порфирогенит приписује и Просигоју обично се преводи као кнез. Како знамо да је Просигојев наследник на престолу Властимир владао до око 851. године можемо претпоставити да је Просигој владао и умро у првој половини IX века, али не и ближе којој у деценији. Ипак, постоји претпоставка да је у време Просигојеве владавине или за време владавине његовог оца Радослава био устанак Људевита Посавског (819—822) против франачке власти. Просигојев наследник био је Властимир по коме су историчари назвали целу прву српску владарску породицу - Властимировићи.
Управо у то време, франачки хроничар Ајнхард (ум. 840) је у својим „Аналима Франачког краљевства” (лат. Annales Regni Francorum) забележио, под 822. годином, да су Срби народ који држи велики део Далмације (лат. ad Sorabos, quae natio magnam Dalmatiae partem obtinere dicitur).

## Извори и литература
Извори
- Moravcsik, Gyula, ур. (1967) [1949]. Constantine Porphyrogenitus: De Administrando Imperio (2. изд.). Washington: Dumbarton Oaks Center for Byzantine Studies.
- Pertz, Georg Heinrich, ур. (1845). Einhardi Annales. Hanover.
- Scholz, Bernhard Walter, ур. (1970). Carolingian Chronicles: Royal Frankish Annals and Nithard's Histories. University of Michigan Press.
- Ферјанчић, Божидар (1959). „Константин VII Порфирогенит”. Византиски извори за историју народа Југославије. 2. Београд: Византолошки институт. стр. 1—98.

Литература
- Благојевић, Милош; Медаковић, Дејан (2000). Историја српске државности. 1. Нови Сад: Огранак САНУ.
- Бубало, Ђорђе (2008). „Властимировићи”. Енциклопедија српског народа. Београд: Завод за уџбенике. стр. 187—189.
- Веселиновић, Андрија; Љушић, Радош (2008). Српске династије (2. изд.). Београд: Службени гласник.
- Живковић, Тибор (2002). Јужни Словени под византијском влашћу (600—1025). Београд: Историјски институт САНУ, Службени гласник.
- Живковић, Тибор (2006). Портрети српских владара (IX-XII век). Београд: Завод за уџбенике и наставна средства.
- Живковић, Тибор (2012). „О такозваној "Хроници српских владара" из списа De administrando Imperio цара Константина VII Порфирогенита” (PDF). Византијски свет на Балкану. 2. Београд: Византолошки институт САНУ. стр. 313—332. Архивирано из оригинала (PDF) 09. 12. 2017. г. Приступљено 24. 07. 2018.
- Острогорски, Георгије (1949). „Порфирогенитова хроника српских владара и њени хронолошки подаци”. Историски часопис. 1 (1948): 24—29.
- Острогорски, Георгије (1969). Историја Византије. Београд: Просвета.
- Острогорски, Георгије (1970). Византија и Словени. Београд: Просвета.
- Ћирковић, Сима (1981). „Образовање српске државе”. Историја српског народа. 1. Београд: Српска књижевна задруга. стр. 141—155.
- Ћирковић, Сима (1981). „Србија између Византијског царства и Бугарске”. Историја српског народа. 1. Београд: Српска књижевна задруга. стр. 156—169.
- Ћирковић, Сима (1995). Срби у средњем веку. Београд: Идеа.
- Ћирковић, Сима (2004). Срби међу европским народима. Београд: Equilibrium.
- Fine, John Van Antwerp Jr. (1991) [1983]. The Early Medieval Balkans: A Critical Survey from the Sixth to the Late Twelfth Century. Ann Arbor, Michigan: University of Michigan Press.

## Викизворник
- Константин Порфирогенит, „De administrando Imperio“ („О управљању Царством“) (глава 32)